# Pjotr Jemeljanowitsch Nedbailo
Pjotr Jemeljanowitsch Nedbailo (russisch Петр Емельянович Недбайло, ukrainisch Петро Омелянович Недбайло, Petro Omeljanowytsch Nedbajlo, englische Transkription Petr Emelyanovich Nedbailo; * 12. Juli 1907, Nowo Nowizkoje, Gouvernement Tschernigow, Russisches Kaiserreich, heute Nowonowizkaja, Oblast Brjansk, Russland; † 1. Januar 1974) war ein sowjetischer Rechtswissenschaftler und Diplomat.

## Leben
Pjotr Nedbailo wurde 1907 in Nowo Nowizkoje im Gouvernement Tschernigow in der Ukraine in eine bäuerliche Familie geboren.
1930 schloss er sein Jurastudium an der Juristischen Fakultät in Charkow ab und arbeitete dort als Dozent.
1939 wurde er an die Staatliche Universität Lwow berufen und wurde Dekan der Juristischen Fakultät. Er lehrte und forschte im Gebiet des Staatsrechts.
Während des Zweiten Weltkrieges war er in der Prokuratur der Roten Armee in Odessa tätig.
Nach dem Krieg lehrte er wieder in Lwiw.
1947 verteidigte er seine juristische Kandidaten-Dissertation in Moskau, 1957 seine Dissertation in Lwow.
1959 wurde er Leiter des Institut für Gesellschafts- und Rechtstheorie der Staatlichen Schewtschenko-Universität in Kiew, wo er bis an sein Lebensende lehrte.
In den folgenden Jahren verfasste er grundlegende Schriften zum sozialistischen Staatsrecht. Er war korrespondierendes Mitglied der Akademie der Wissenschaften der Ukrainischen SSR.
Von 1959 bis 1971 war er Ständiger Vertreter der Ukrainischen SSR in der Menschenrechtskommission der Vereinten Nationen, von 1967 bis 1968 dessen Vorsitzender.
1968 wurde ihm der Menschenrechtspreis der Vereinten Nationen verliehen.

## Schriften (Auswahl)
- Einführung in die allgemeine Theorie des Staates und des Rechts. Berlin (DDR) 1972
- Einführung in die marxistische Rechts- und Staatstheorie.  Pahl-Rugenstein 1973